# Idaho Falls
Idaho Falls és una població dels Estats Units a l'estat d'Idaho. Segons el cens del 2008 tenia 57.133 habitants.

## Demografia
Segons el cens del 2000, Idaho Falls tenia 50.730 habitants, 18.793 habitatges, i 13.173 famílies. La densitat de població era de 1.147,4 habitants/km².
Per edats la població es repartia de la següent manera: un 30,3% tenia menys de 18 anys, un 10,1% entre 18 i 24, un 27,6% entre 25 i 44, un 20,9% de 45 a 60 i un 11,1% 65 anys o més.
L'edat mediana era de 32 anys. Per cada 100 dones de 18 o més anys hi havia 94,8 homes.
Cap de les famílies estaven per davall del llindar de pobresa.

## Poblacions més properes
El següent diagrama mostra les poblacions més properes.